# Voodoo Academy
Voodoo Academy è un film horror del 2000, realizzato da David DeCoteau.
Nel 2012 ha ricevuto un sequel, 2: Voodoo Academy, diretto dallo stesso regista.

## Trama
Il giovane Christopher si è appena iscritto al prestigioso Carmichael Bible College, gestito dalla signora Bouvier. Dopo alcune sparizioni inspiegabili, Christopher scopre che la signora Bouvier e il reverendo Carmichael hanno alcune intenzioni malvagie per i giovani della loro scuola. Si capisce subito che viene utilizzata la magia vudù ed i ragazzi sono gli strumenti con cui il collegio docenti cercherà di resuscitare Satana.